# Teknisk museum
Et teknisk museum er et museum, der typisk fokuserer på den historiske udvikling indenfor en bestemt type at teknisk opfindelse. Det kan eksempelvis være:
- Transportmuseer
  - Jernbaneer
  - Biler og motorcykler (automobilmuseum)
  - Fly
  - Skibe
- Industri og processer
  - Elektricitet
  - Kemi
  - Minedrift

Enkelte tekniske museer dækker også over flere af disse områder.
Blandt de vigtigste i Europa er:
- Musée des Arts et Métiers i Paris, grundlagt i 1794
- Science Museum i London, grundlagt i 1857
- Deutsches Museum von Meisterwerken der Naturwissenschaft und Technik i München, grundlagt i 1903
- Technisches Museum für Industrie und Gewerbe i Wien, grundlagt i 1918

## Tekniske museer i Danmark
- Danmarks Flymuseum i Stauning
- Danmarks Industrimuseum i Horsens
- Danmarks Jernbanemuseum i Odense
- Danmarks Tekniske Museum i Helsingør
- Danmarks Traktormuseum i Eskilstrup
- DieselHouse i København
- Elmuseet ved Gudenaacentralen i Tange (ved Tange Sø)
- Handels- og Søfartsmuseet i Helsingør
- Industrimuseet Frederiks Værk i Frederiksværk
- Jysk Automobilmuseum i Gjern
- Sommer's Automobile Museum i Nærum
- Sporvejsmuseet Skjoldenæsholm i Jystrup